# Cratere Lapis
Lapis è un cratere sulla superficie di 2867 Šteins.